# Débroussailleuse
 (décembre 2010).
Si vous disposez d'ouvrages ou d'articles de référence ou si vous connaissez des sites web de qualité traitant du thème abordé ici, merci de compléter l'article en donnant les références utiles à sa vérifiabilité et en les liant à la section « Notes et références ».
Pour les articles homonymes, voir Broussaille.

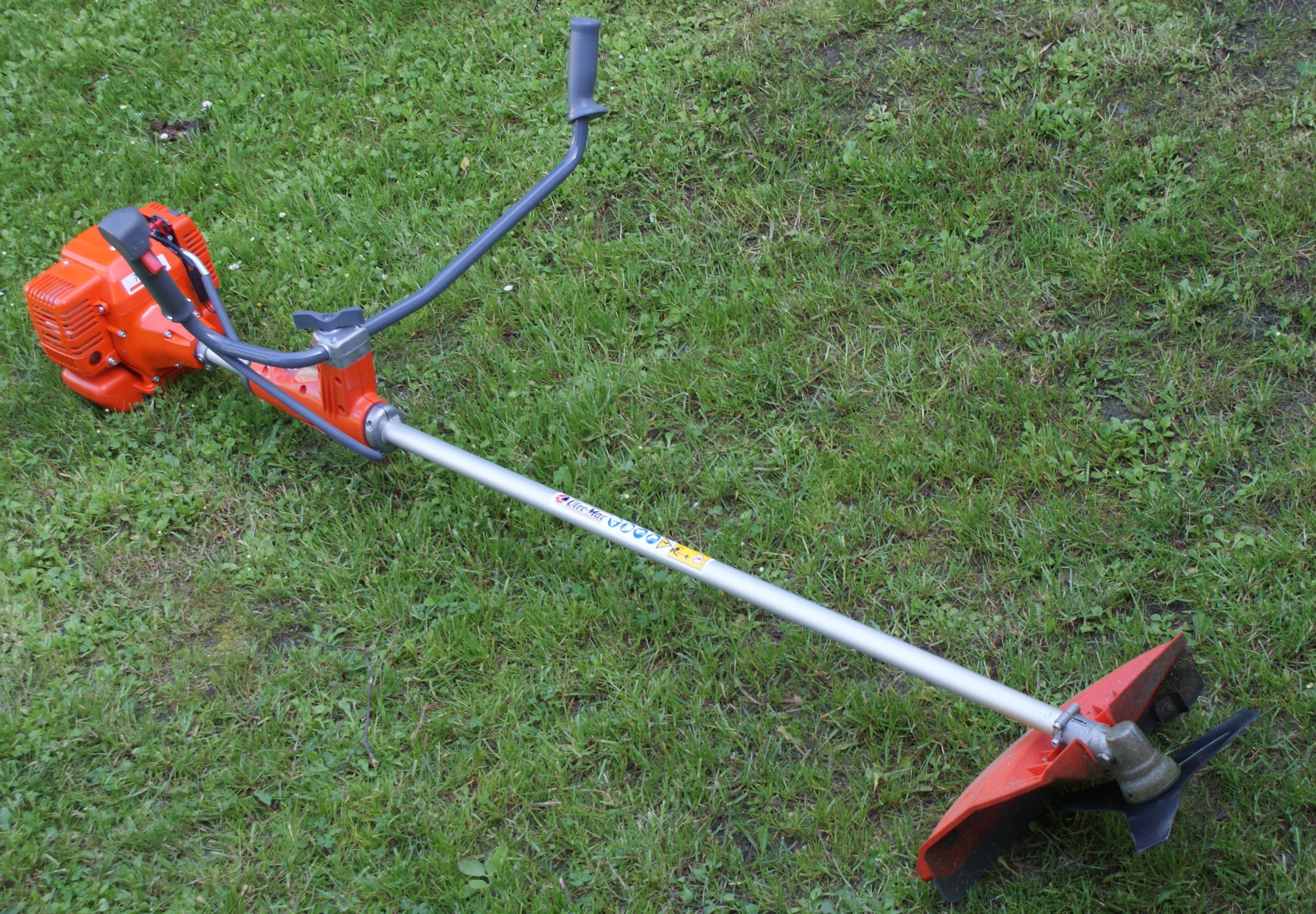
Une débroussailleuse équipée d'une tête à couteau.

Une débroussailleuse (ou coupe-broussailles) est un outil servant à faucher la broussaille (herbe, petites plantes, arbrisseaux et arbustes) ou à élaguer. Certaines débroussailleuses sont parfois désignées par le terme broyeur.

## Types de débroussailleuses

### Débroussailleuses portables (ou portatives)

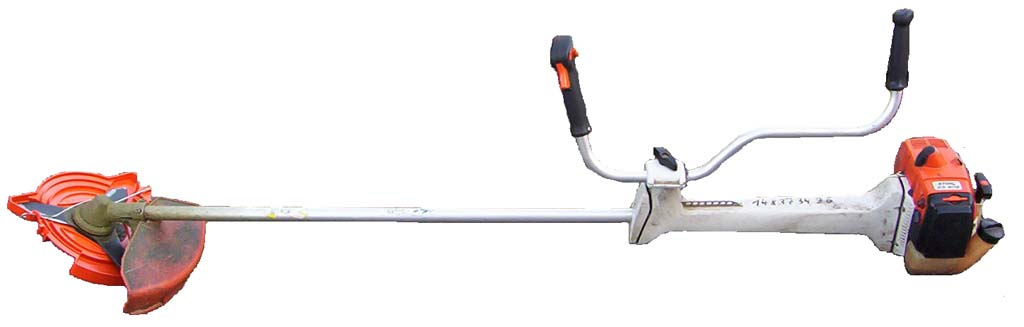
Débroussailleuse à lame portative.

Elles sont beaucoup utilisées à titre privé. Les collectivités, les mairies, les professionnels des espaces verts, les agriculteurs, sont tous équipés de débroussailleuses portatives. Elles sont généralement équipées d'un guidon, avec commande de gaz et arrêt sur la poignée droite, et utilisées avec un harnais simple ou double « professionnel », auquel on accroche la débroussailleuse, à l'aide d'un mousqueton, à hauteur de la hanche droite de l'utilisateur.
Le renvoi d'angle (ou réducteur) peut être équipé d'une tête à fil nylon, d'une lame en métal, couteau 3, 4, 8, 10... dents,  à lames contre-rotatives (réciprocateur) procurant un effet de cisaillement et garantissant le travail sans projection ou d'un scie circulaire. Il existe différents types de têtes à fil nylon (selon le besoin (diamètre, forme, matériau)).

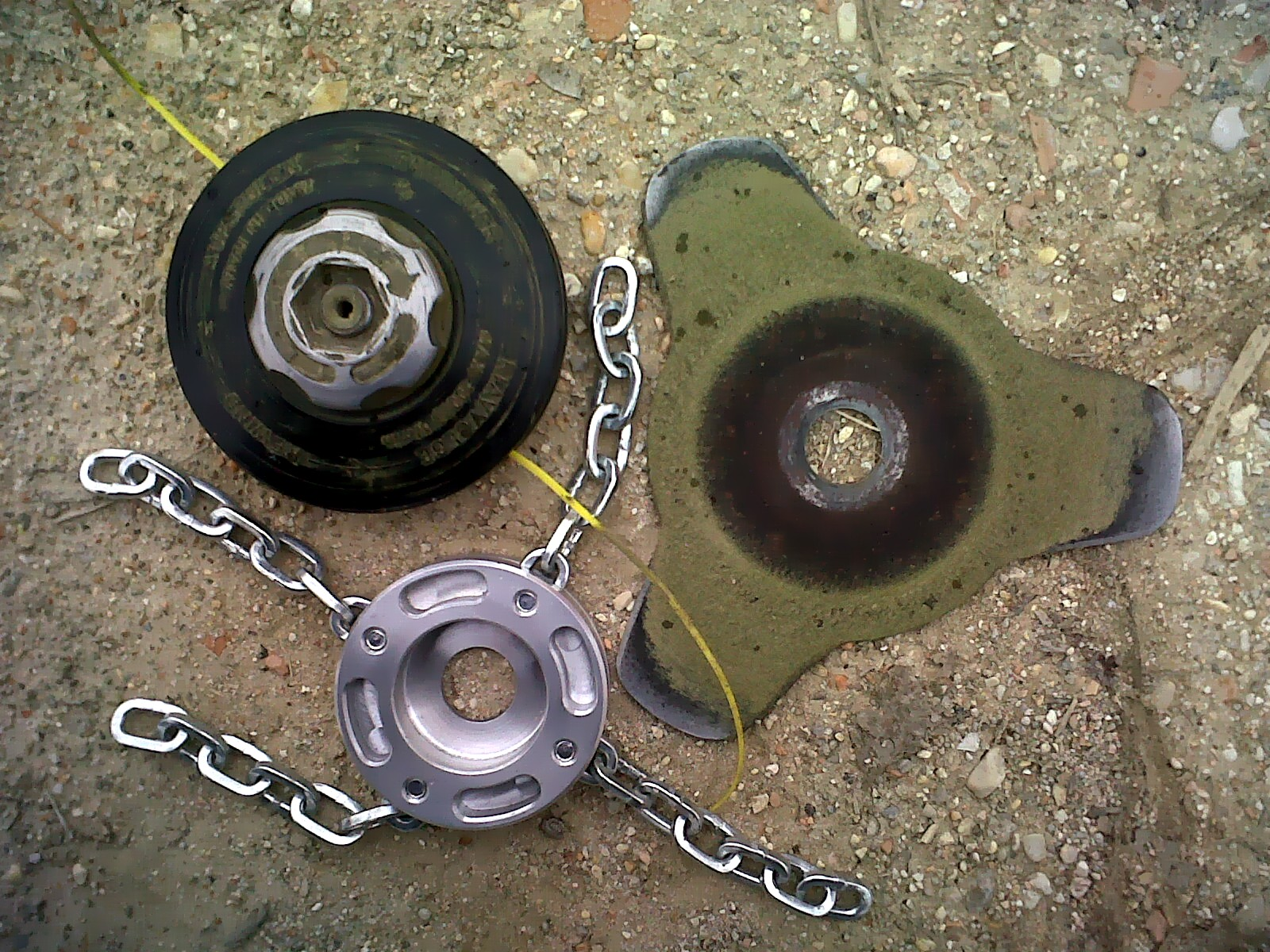
Les débroussailleuses peuvent être équipées de différentes têtes. De gauche à droite : fils, chaînes, couteau.

Selon l'application et le domaine d'utilisation, il existe différents types de débroussailleuses :
- Les coupe-bordures, de petites débroussailleuses à fils rotatifs pour l'herbe et les mauvaises herbes :
  - électriques, reliées au secteur destinées à un usage peu intensif autour de la maison.
  - à batterie, ils se répandent de plus en plus et permettant un usage domestique pour des moyennes propriétés.
  - thermiques, utilisés pour des usages réguliers pour de vastes propriétés. Munis d'un réservoir à essence qui permet une grande autonomie, ils sont utilisables sur tous types de terrains sans contrainte d'être rechargés comme pour l'électrique.
- Les débroussailleuses à dos thermiques ou sur batteries[3]:97 pour maisons et jardins. Elles ont le même usage que les coupe-bordures thermiques, en revanche, elles ont plus de résistance pour des travaux longs et intensifs.
- Les débroussailleuses forestières, qu'elles soient à lames ou à fils, sont maniables et performantes, pour les travaux difficiles dans les bois, ou bien même pour coupe de petits arbres.
- Les débroussailleuses à dos, maniables, pour le travail en pente.
- Les combi-système sont des moteurs de débroussailleuses qui peuvent être transformés en tronçonneuses, sarcleuses, souffleurs.

La plupart de ces moteurs sont des 2 temps, certains sur le marché peuvent être des 4 temps (avec un carter d'huile).

### Broyeur à axe vertical
La débroussailleuse à axe vertical munie de lames ou de chaînes rotatives est aussi appelée gyrobroyeur.

### Broyeur à axe horizontal
Généralement installées aux côtés ou à l'arrière d'un tracteur, ces débroussailleuses sont montées sur un axe horizontal:98,.

#### Débroussailleuses à fléau
Modèle léger.

#### Débroussailleuses à rouleaux ou marteaux
Modèle lourd. Les rouleaux coupent d'abord la végétation avant de l'enfoncer dans le sol.